# Île de Bercy
Île de Bercy (česky Ostrov Bercy) je jedním ze dvou umělých ostrovů na jezeře Daumesnil v Bois de Vincennes v Paříži. Přístup na ostrov je v jeho jihovýchodní části, kde je přes most spojen se sousedním ostrovem Reuilly. Přímo ze břehu žádný most nevede. Oproti zbývajícímu území lesoparku, který je veřejnosti přístupný po celý den, platí pro ostrovy zavírací hodina.
Na ostrově roste nejvyšší platan ve Francii s výškou 45 m. Strom byl vysazen v roce 1860.